# Антон Грнко
Антон Грнко (словац. Anton Hrnko, 1955, Жиліна) — словацький історик і політик. У 1979—1990 — співробітник Інституту історії Словацької академії наук, досліджував історію Словаччини під час Другої світової війни. З 1990 року — співзасновник і член націоналістичної Словацької національної партії. Депутат Національної Ради (парламенту) Словаччини кількох скликань.
10 березня 2019 року повідомив на своїй сторінці у Фейсбук, що його дружина й діти загинули в катастрофі літака Boeing 737 MAX 8 «Ethiopian Airlines» над Аддис-Абебою.

## Праці
Серед наукових праць:
- Dejiny Slovenska 5 (співавтор), Bratislava 1985
- Politicky vyvin na Slovensku a protifasisticky odboj 1939-1941, Bratislava 1987
- Narodna rada Slovenskej republiky, Bratislava 1995